# Escolas Públicas de Newark
Escolas Públicas de Newark (Newark Public Schools, NPS) e um  distrito comunitário na cidade de Newark no estado de Nova Jersey , EUA. Este distrito e um de 31 distritos especiais conhecidos por "Abbot" criados em 1985 para melhorar nívêis da educação pública do estado.  Existe um plano estratégico para a melhoria continua dos serviços educativos em se adaptarem as necessidades dos estudantes, e melhorar indicadores da educação.

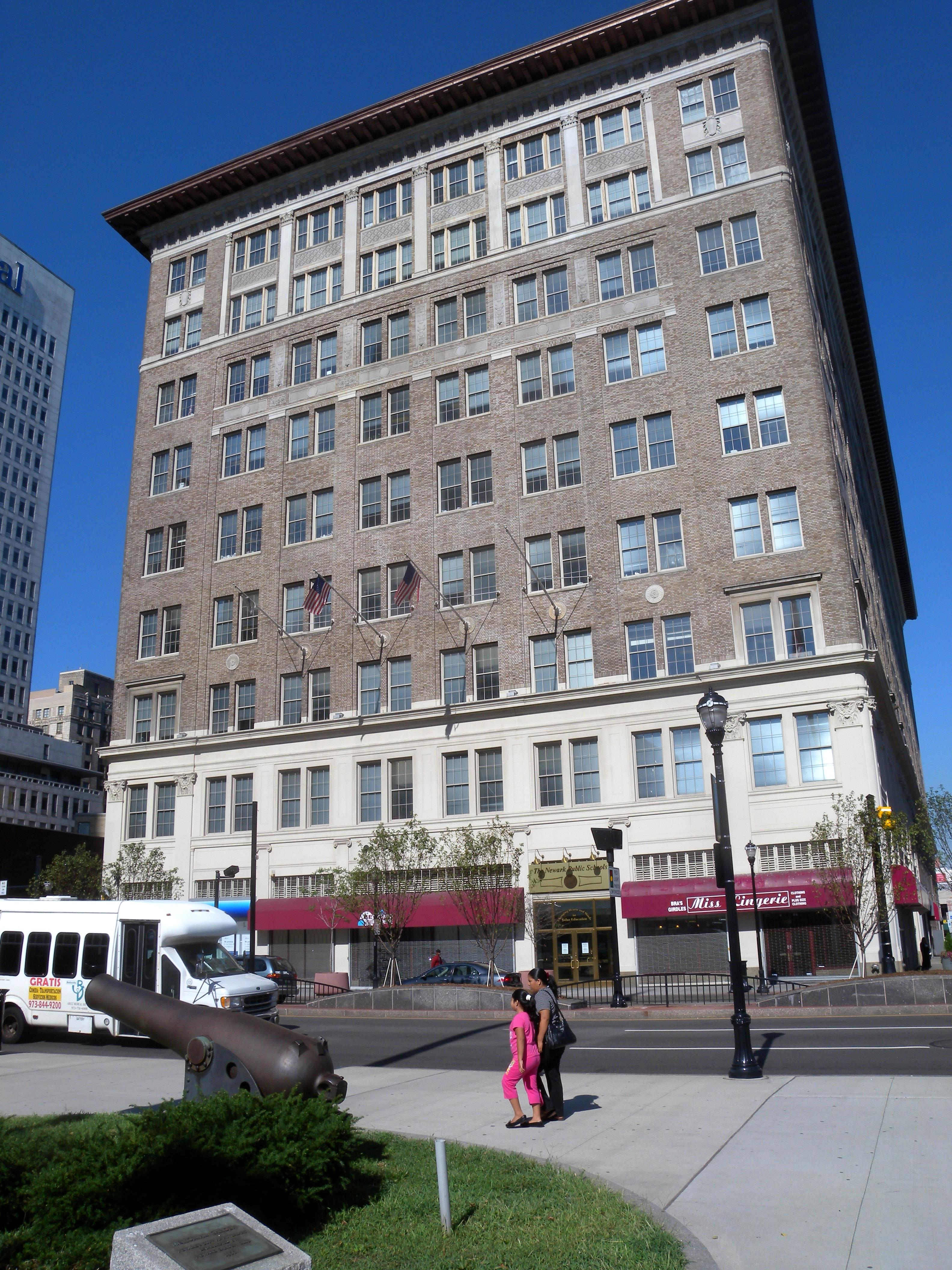
Edificio Central

## História
As Escolas Públicas de Newark são o maior sistema público de educação do estado e são as com menos qualidade do estado, mesmo depois do governo estatadual intervir na administração em 1995, que fora feita com convição que resultaria em melhorias. Existem problemas com abandono escolar e resultados abaixo do normal de testes normalizados.

Em 2003 o total de matriculas foi de 75.000, na Educação pré-escolar 12.000, nas escolas básicas e secundárias foi 46.000 e no Colégio de 16.000. De uma população residente 64 porcento com mais de 25 anos tinham no mínimo o 12 ano e 11 porcento um bacharel ou melhor. Na faixa etária entre os 16 e 19 anos, 10 per centos abandonaram a escola, não estavam matriculados e não tinham o 12 ano.
O distrito Escolar de Newark e o terceiro sistema público de escolas mais antigo da América, fundado em 1676.  O liceu Barringer High é a terceira escola básica do sistema público americano. O distrito está classificado pelo Departamento de Escolas de Nova Jersey como distrito factor grupo "A", o valor mais baixo de oito classificações. De estatura de baixo estado socioeconómico para alto as categorias são  A, B, CD, DE, FG, GH, I e J.

## Uniformes Escolar
Desde 2008 e obrigatório o uso de uniformes escolares no ensino básico. No início do ano escolar de 2010 todos os alunos do ensino secundário também têm uso obrigatório de uniformes.

## Reconhecimentos e Prémios
Em Dezembro de 2002 o poeta Americano, Amiri Baraka foi nomeado poeta laureado pelo EPN.
O criador do Facebook Mark Zuckerberg deu $100 milhões ao distrito em 24 de Setembro, 2010. O Sr. Zuckerberg disse que escolheu Newark porque acredita neles.(em inglês) No ano escolar de 1998-99 a Escola de Matemática e Ciências Ann Street School, ganhou o prémio de excelência Prémio Fita Azul da Excelência pelo Departamento de Educação dos Estados Unidos.(em inglês)  A No escolar de 2004-05 a Escola Básica Branch Brook Elementary School, que têm educação infantil até à 4ª classe, foi premiada com o prémio de excelência Prémio Fita Azul da Excelência.(em inglês) Durante o ano escolar de 2007-08, a Escola Harriet Tubman School foi premiada com Prémio Fita Azul da Excelência.(em inglês)Durante o ano escolar de 2009-10, a Escola Science Park High School recebeu condecoração de Prémio Fita Azul da Excelência.(em inglês)
No ano escolar de 2005-06, o distrito escolar recebeu reconhecimento com a distinção "Prémio Melhor Funcionamento" do en:New Jersey Department of Education pelo seu programa científico "Um estudo do parque; Aprender sobre o mundo à nossa volta" na Escola Abington Avenue School. O currículo foi escrito, implementado e submetido pela Professora de Educação Infantil Lenore Furman.(em inglês)

## Administração
Administração Executiva:
- Cami Anderson, Superintendente Escolas[19]
- Valerie Wilson, Gestor Administrador Escolas[20]

Comité Escolar Abril 2011 - Abril 2012:
- Eliana Pintor , Presidente Comité
- Shanique L. Davis-Speight, Vice-Presidente Comité
- Ivan Lamourt
- Shavar Jeffries, Esq.
- Juan Rivera
- Antoinette Baskerville-Richardson
- Alturrick Kenney
- Nakia White
- Marques Aquil-Lewis

## Escolas
A informação estatistica das matriculas de todas as escolas do distrito esta disponível no en:National Center for Education Statistics.
| - Clinton Avenue Early Childhood Center(em inglês) (104) - Boylan Early Childhood Center(em inglês) (112) - Branch Brook School(em inglês) (166) - Camden Street Elementary School(em inglês) (403) - Elliott Street Elementary School(em inglês) (506) - Roberto Clemente School(em inglês) (600) - Madison Elementary School(em inglês) (468) - Harriet Tubman School(em inglês) (287) - Lincoln School(em inglês) (406) - Abington Avenue School(em inglês) (942) - Ann Street School(em inglês) (1,301) - Burnet Street School(em inglês) (348) - Cleveland School of Publishing and Technology(em inglês) (382) - Dayton Street School(em inglês) (333) - Eighteenth Avenue School(em inglês) (294) - First Avenue School(em inglês) (1195) - George Washington Carver School(em inglês) (729) - Hawkins Street School(em inglês) (495) - Lafayette School(em inglês) (981) - Louise A. Spencer School(em inglês) (655) - McKinley Elementary School(em inglês) (884) - Miller Street School(em inglês) (481) - Mount Vernon School(em inglês) (722) - Newton Street School(em inglês) (374) - Oliver Street School(em inglês) (795) - Peshine Avenue School(em inglês) (657) - Quitman Street Community School(em inglês) (548) | - Rafael Hernandez School(em inglês) (697) - Sussex Avenue School(em inglês) (492) - Thirteenth Avenue School(em inglês) (637) - Wilson Avenue School(em inglês) (865) - Chancellor Avenue Annex(em inglês) (223) - Belmont Runyon Elementary School(em inglês) (466) - Broadway Elementary School(em inglês) (349) - Fourteenth Avenue School(em inglês) (210) - Franklin School(em inglês) (561) - Roseville Avenue School(em inglês) (175) - Speedway Avenue School(em inglês) (213) - South Street School for Writing and Publishing(em inglês) (302) - Ivy Hill School(em inglês) (470) - Avon Avenue School(em inglês) (544) - Bragaw Avenue School(em inglês) (316) - Dr. E. Alma Flagg School(em inglês) (506) - Dr. William H. Horton School(em inglês) (871) - Fifteenth Avenue School(em inglês) (264) - Hawthorne Avenue School(em inglês) (348) - Maple Avenue School(em inglês) (442) - Dr. Martin Luther King, Jr. School of Journalism and Publishing(em inglês) (425) - Ridge Street School(em inglês) (962) - South Seventeenth Street School(em inglês) (494) - Alexander Street School(em inglês) (546) - Chancellor Avenue School(em inglês) (332) - Camden Street Middle Technology School(em inglês) (423) | - Luis Muñoz Marín Middle School(em inglês) (633) - William H. Brown, Jr., Academy(em inglês) (279) - Vailsburg Middle School of Visual and Performing Arts(em inglês) (65) - Renaissance Academy(em inglês)(6º ao 12º) (807) - Science Park High School(em inglês)(7º ao 12º) (887) - University High School(em inglês)(7º ao 12º) (533) - en:Academy of Vocational Careers (em inglês) (280) - en:Newark Arts High School(em inglês) (591) - en:American History High School(em inglês) (223) (grades 9-11 only) - en:Barringer High School(em inglês) (1,783) - Central High School(em inglês) (808) - en:Malcolm X Shabazz High School(em inglês) (1,081) - East Side High School(em inglês) (1,452) - en:Newark Vocational High School (em inglês) (278) - Technology High School(em inglês) (459) - en:Weequahic High School(em inglês) (824) - West Side High School (em inglês) (1,487) - Bruce Street School for the Deaf(em inglês) (53) - Samuel L. Berliner School of Personal Growth and Academic Development(em inglês) (35) - John F. Kennedy School(em inglês) (117) - New Jersey Regional Day School(em inglês) (135) |